# Trolleybus de Brest
Pour l’ancien réseau de tramway (1898-1944), voir Ancien tramway de Brest.
Pour le tramway actuel, voir Tramway de Brest.
Le trolleybus de Brest est un ancien réseau de trolleybus ayant desservi Brest de 1947 à 1970. Il succéda au premier réseau de tramway (1898-1944). Un nouveau réseau de tramway a depuis été mis en service, le 23 juin 2012.

## Historique
La ville de Brest est desservie à partir de 1898 par un réseau de tramway à voie métrique qui 40 ans plus tard, est jugé vétuste et dont le remplacement par des trolleybus est acté en juillet 1941 par la commande de 14 trolleybus Vetra CS 60. La Seconde Guerre mondiale et les bombardements de Brest détruisirent la ville et l'ancien réseau de tramway en 1944, tout en retardant l'arrivée des trolleybus, qui ne virent le jour qu'en 1947. Ainsi, les Exploitations électriques et industrielles mettent en œuvre 12 trolleybus Vétra-Renault CS60 numérotés 1 à 12.
Le 29 juillet 1947, une première ligne, la no 2, est ouverte (Gares – Lambézellec) suivie le 23 octobre 1948 par l'ouverture de la ligne no 3 (Gares – Saint Marc) puis le 17 juillet 1951 par la ligne no 1 entre Petit-Paris (Place de Strasbourg) et Saint-Pierre-Quilbignon par le nouveau pont de l'Harteloire qui enjambe la vallée de la Penfeld.
L'année 1951 voit aussi l'arrivée de 11 Vétra-Renault VBRh de plus grande capacité, numérotés de 30 à 40. Fin 1954, le nouveau pont de Recouvrance est achevé, entraînant la modification du réseau, avec la déviation de la ligne 2 prolongée vers Prat Lédan par le nouvel ouvrage et la création de la ligne 1S (S pour Siam), assurant les mêmes dessertes que la ligne 1 — renommé 1H (H pour Harteloire) — mais en passant par ce pont et la rue de Siam. Le réseau est à nouveau modifié en 1956 avec le prolongement de la ligne 3 à Prat Lédan par la rue de Siam et le trajet de la ligne 2, abandonnant le tronçon Gares-Liberté dont les bifilaires sont récupérées pour un prolongement de la ligne 2 vers Loscoat le 10 octobre 1961. En 1957, trois Vétra-Berliet ELR numérotés de 41 à 43 rejoignent le parc.
Entre 1963 et 1965, des extensions vers les quartiers de Moulin Blanc, Pont Neuf et Kergonan sont étudiées et classées sans suite. Durant la même période, six trolleybus numérotés 50 à 55, puis 20 à 25 à partir de 1968, sont construits à partir de caisses d'autobus Saviem Chausson SC4 achetées neuves sur lesquelles l'exploitant y a greffé des moteurs de Vetra CS60 réformés.
La fin des années 1960 et l'arrivée du Saviem SC10, exploitables avec un seul agent au lieu de deux, condamne les trolleybus brestois qui disparaissent progressivement à partir de 1967 : exploitation mixte en semaine et en autobus les dimanches et fêtes. À l'été 1969, seule la ligne 1S reste exploitée en trolleybus ; ils disparaissent définitivement le 9 novembre 1970.

## Caractéristiques
Les trolleybus empruntaient le pont de Recouvrance, présentant la caractéristique de voir son tablier pouvant être levé afin de laisser un tirant d'air suffisant pour laisser les navires de la marine nationale entrer dans l'arsenal ; une boucle de retournement était installée au bas de la rue de Siam afin de permettre aux trolleybus de faire demi-tour en cas de fermeture prolongée du pont.
Le dépôt se trouvait à Lambézellec, dans le quartier de Kérinou, sur l'ancien site des tramways et à l'emplacement actuel du marché. La charpente du dépôt sert désormais d'abri au marché et au parking pour les jours où le marché n'est pas organisé.